# زیبو (کنسول بازی)
زیبو (به انگلیسی: Zeebo) نام یک کنسول بازی رایانه‌ای با قابلیت ۳G است که توسط شرکت زیبو ساخته شد. این کنسول نه تنها دارای قابلیت انجام بازی‌های رایانه‌ای را دارد و می‌تواند کاربران را سرگرم کند، بلکه توانایی اتصال به اینترنت و همچنین استفاده از سایر خدمات برخط را نیز برای کاربرانش فراهم می‌کند. زیبو، بیشتر بازار خود را معطوف به توسعه در کشورهایی چون برزیل، روسیه، هند، چین و مکزیک نموده‌است. گفته می‌شود که کنسول زیبو به کاربرانی که پیش‌تر چنین تجربه‌ای را نداشتند، لذت و هیجان را برای انجام یک بازی تعاملی و آموزشی فراهم می‌کند.